# Skipton
Skipton est une ville du Yorkshire du Nord, en Angleterre. La population comptait 15 379 habitants en 2021.